# 15 ans et demi …
15 ans et demi … ist eine französische Filmkomödie von François Desagnat und Thomas Sorriaux aus dem Jahr 2008.

## Handlung
Der Franzose Philippe Le Tallec ist ein international bekannter, mit zahlreichen Preisen ausgezeichneter Nuklearbiologe. Seit 15 Jahren lebt und wirkt er in Boston. Seine Tochter Églantine hat er zuletzt gesehen, als sie ein Kleinkind war, da sie bei seiner geschiedenen Frau aufwächst. Als diese für drei Monate arbeitsbedingt ins Ausland geht, stimmt Philippe zu, in dieser Zeit auf Églantine aufzupassen. In dieser Zeit will er seinem Freund Guy in dessen kleinem Pariser Labor bei Forschungen helfen. Philippe reist nach Paris, muss jedoch schnell erkennen, dass Églantine nicht mehr das kleine Mädchen ist, das er in Erinnerungen vor sich gesehen hatte. Auch sieht sie in ihm keinen Helden, wie er es sich immer vorgestellt hatte. In Guys Labor wiederum wartet die nächste Ernüchterung. Zwar sind die Forscher fasziniert, einen Wissenschaftsstar kennenzulernen, doch ist das Labor schlecht ausgestattet und Philippe muss sich mit einem Themenfeld befassen, das er noch gar nicht kennt: der Untersuchung, Haare regenerieren zu lassen. Dabei steht ihm die junge kahlköpfige Barbara als „Versuchskaninchen“ zur Seite.
Églantine beschäftigen zwei Dinge: Ihr Mitschüler Vincent, in den sie verliebt ist, der aber nur Augen für ihre Mitschülerin Karine hat. Und der Blog einer gewissen „Shirley“, die anscheinend eine Mitschülerin ist und von ihren Liebesabenteuern mit einem Lehrer der Schule schreibt. Sie zeigt auf Bildern stets ihren Körper, nicht jedoch ihr Gesicht, sodass Églantine und ihre Freundinnen Anne-Sophie und Zoé nur wissen, dass Shirley ein Tattoo in Brusthöhe hat. Um Vincent auf sich aufmerksam zu machen, beschafft sie ihm auf abenteuerliche Weise sein Handy wieder, das der Direktor konfisziert hatte. Églantine wird erwischt und muss von Philippe von der Schule abgeholt werden. Der ist darüber gar nicht begeistert, zumal seine Tochter zwar gute Zensuren, jedoch miserable Verhaltensnoten hat. Da ihm sein imaginärer Freund Albert Einstein dazu rät, gibt Philippe Églantine eine Ohrfeige, als sie frech reagiert. Zudem sieht er, dass sie ein Bauchnabelpiercing trägt, was er unterbinden will. Églantine schließt sich jedoch in ihrem Zimmer ein und ruft um Hilfe, als Philippe die Tür eintreten will. Kurz darauf erscheinen nicht nur die Nachbarn, sondern auch die Polizei.
Philippes Schwager Jean-Maxence ist Autor zahlreicher Bücher, die sich mit der Interaktion von Eltern und Jugendlichen befassen. Er lädt Philippe ein, doch an einem seiner Kurse zur Jugendlichenverständnis teilzunehmen, doch Philippe lehnt ab. Mit Églantine versucht er einen „Waffenstillstand“ auszuhandeln: Wenn sie ihr Piercing entfernt und sich mit ihm Kinder des Olymp ansieht, wird er ihr im Gegenzug eine Party im Haus erlauben. Bei der Party benimmt sich Philippe so peinlich, dass Églantine ihn nach wenigen Minuten rauswirft. Philippe kann nun nicht mehr selbst verhindern, dass Églantine und Vincent sich näherkommen, und besticht Églantines besten Freund Enzo, beide voneinander fernzuhalten. Da Vincent den Abend über mit Karine tanzt, geht Églantine nun offensiv auf ihren Sandkastenfreund Gaspard zu, um Vincent eifersüchtig zu machen. Am Ende sorgt Philippe durch Ungeschicklichkeit für einen Stromausfall und die Party wird abgebrochen. Als Églantine zufällig erfährt, dass Enzo bezahlt wurde, um jeden Moment mit Vincent zu verhindern, ist das Verhältnis zwischen Vater und Tochter tief gestört. Philippe besucht nun Jean-Maxences Seminare und lernt viel über das Verhalten der Jugendlichen, ihre Sprache, ihre Art, SMS zu schreiben usw. Er entwickelt ein Verständnis für sie und schenkt ihr eines Tages sogar ein neues Piercing, auch wenn er Skrupel kriegt, als sie es tatsächlich trägt. Églantine hat unterdessen andere Probleme: Sie erfährt, dass Gaspard schon lange in sie verliebt ist, auch wenn sie in ihm nur den sehr guten Freund sieht. Dennoch verabredet sie sich mit Gaspard zu einem Konzert der Gruppe Black Sperm. Sie ist verwundert, dass statt Gaspard plötzlich Vincent vor ihr steht. Gaspard hat ihm sein Ticket gegeben. Vincent beginnt, Églantine zu küssen, doch erkennt sie, dass Vincent doch nicht der Richtige ist. Unter einem Vorwand verlässt sie das Konzert, bevor es angefangen hat. Sie versucht vergeblich, Gaspard zu erreichen, erfährt jedoch von ihren Freundinnen, dass er auf einem Rave ist. Philippe verbietet ihr, zum Rave zu gehen, und es kommt zum Streit. Auch Églantines Cousine Charlotte hat Streit mit ihrem Vater Jean-Maxence: Der hat erfahren, dass Charlotte hinter der Figur „Shirley“ steckt, und glaubt seiner Tochter nicht, dass sie sich alles nur ausgedacht hat. Églantine und Charlotte reißen kurzerhand zusammen aus und machen sich auf den Weg zum Rave. Philippe und Jean-Maxence reisen ihnen nach und Philippe gelingt es schließlich, beide im Menschengedränge zu finden. Églantine hat zudem Gaspard getroffen und beide versöhnen sich und werden ein Paar. Philippe hat nichts gegen die Beziehung einzuwenden, zumal ihm Églantine klarmacht, dass es nicht ihre einzige Beziehung sein wird, bevor sie sich irgendwann einmal fest bindet. Da Philippe bei seinen Haarforschungen große Erfolge hat, wird er länger in Paris bleiben – zumal er sich in Barbara verliebt hat. Zwar gibt er sich nach außen nun als toleranter Vater, ist jedoch immer noch besorgt. Als Églantine mit Gaspard ins Kino geht, ist es erneut Enzo, der für ein paar Euro das Paar im Auge behalten wird.

## Produktion
15 ans et demi … beruht auf dem Roman 15 ans et demi von Vincent Ravalec. Der Film wurde in Paris, darunter im Lycée Paul Lapie, gedreht. Die Kostüme schuf Natacha Gauthier, die Filmbauten stammen von Olivier Seiler. Der Film kam am 30. April 2008 in die französischen Kinos und wurde von 407.494 Besuchern gesehen. Im November 2008 erschien er in Frankreich auf DVD. In Deutschland ist der Film bisher (Stand Dezember 2013) nicht erschienen.
Die Darstellerin der Églantine, Juliette Lamboley, war zum Zeitpunkt der Dreharbeiten bereits 18 Jahre alt. Gaspard-Darsteller Benjamin Siksou hatte in Frankreich 2008 als Finalist der Castingsendung Nouvelle Star (in Deutschland Deutschland sucht den Superstar) Bekanntheit erlangt, während Zoé-Darstellern Maud Verdeyen 2005 mit der Castingsendung Star Academy bekannt wurde.